# Salicylate de benzyle
Le salicylate de benzyle est l'ester benzylique de l'acide salicylique. C'est un liquide visqueux quasiment incolore avec une légère odeur décrite comme "très faible, doux-florale, légèrement balsamique" par ceux qui peuvent le sentir, mais beaucoup de gens soit ne sentent rien, soit décrivent son odeur comme « musquée. » Des traces d'impuretés peuvent avoir une influence significative sur l'odeur de ce composé.
Le salicylate de benzyle est produit naturellement dans une grande variété de plantes, comme Dianthus caryophyllus par exemple. Il est principalement utilisé en cosmétologie comme additif stabilisant pour les parfums et absorbeur de la lumière UV donc utilisé dans les écrans solaires. Il est aussi largement utilisé dans des mélanges de parfums. Il est utilisé comme solvant pour les muscs cristallins synthétiques et comme fixatif dans les parfums floraux tels que l'œillet, le jasmin, le lilas et la giroflée.
Cependant, Il existe des preuves que certaines personnes peuvent devenir allergiques à ce composé. Ainsi l'Association internationale du parfum a émis une norme de restriction pour l'usage de ce composé dans les mélanges de parfums.